# IC 4916
IC 4916 — галактика типу Sb (компактна витягнута галактика) у сузір'ї Телескоп.
Цей об'єкт міститься в оригінальній редакції індексного каталогу.